# استخدام وسائل التواصل الاجتماعي في السياسة

رئيس الوزراء البولندي السابق ماتيوز موراوسكي يلتقط صورة سيلفي مع السياسي الروماني جورج سيميون لاستخدامها على وسائل التواصل الاجتماعي، 2025

يشير استخدام وسائل التواصل الاجتماعي في السياسة إلى استخدام منصات التواصل الاجتماعي عبر الإنترنت في العمليات والأنشطة السياسية التي تشمل كل الأنشطة المتعلقة بإدارة الدولة أو المنطقة. وهذا يشمل التنظيمات السياسية والسياسة العالمية والفساد السياسي والأحزاب السياسية والقيم السياسية.
خلق وجود الإنترنت شبكات تواصل غدت ذات دور جوهري في تداول الأخبار وأعطى ذلك وسائل التواصل الاجتماعي القدرة على تغيير أكثر من مجرد الرسالة، بل ديناميكيات الفساد والصراع السياسي والقيم. أدى استخدام وسائل التواصل الاجتماعي في العمليات الانتخابية والصراعات العالمية والسياسات المتطرفة إلى فقدان خصوصية الدبلوماسية حول العالم وأصبحت أكثر عرضة للرأي العام.

## التأثير على الديمقراطية
تعرضت وسائل التواصل الاجتماعي لانتقادات لكونها أثرت بشكل سلبي على الديمقراطية. وفقًا لرونالد ديبرت، «إن عالم وسائل التواصل الاجتماعي يفضي إلى أنواع المحتوى المتطرف والمشحون عاطفيًا والمثير للانقسام أكثر من تهدئة الاعتبارات المبدئية للقضايا الجدلية أو المعقدة».
وعلى عكس ذلك، يقول إيثان زوكرمان إن وسائل التواصل الاجتماعي أتاحت المجال لإيصال الأخبار لعدد أكبر من الناس ورفع الأصوات والسماح لشريحة متنوعة من الناس بالتعبير عن آرائهم. تشير ماري ك.إيدر إلى إخفاقات السلطة الرابعة التي سمحت للفضائح بالتخفي في صورة أخبار مما ساهم في عدم اكتراث المواطن عند مواجهة الأكاذيب وفي مزيد من انعدام الثقة في المؤسسات الديمقراطية.

### السياسيون ووسائل التواصل الاجتماعي
سمحت وسائل التواصل الاجتماعي للسياسيين بتخريب وسائل الإعلام النموذجية إذ فسحت لهم المجال للانخراط بشكل مباشر مع عامة الناس، لجأ دونالد ترامب إلى هذا عندما خسر الانتخابات الرئاسية لعام 2020 من خلال الادعاء بأن الانتخابات كانت مزورة وبالتالي خلق الحاجة إلى إعادة انتخابه. ظهرت عواقب تصرفات ترامب عبر الإنترنت عندما تعرضت العاصمة الأمريكية في 6 يناير لهجوم من قبل مناصريه.
الحظو بالشعبية على منصات التواصل الاجتماعي من شأنه أيضًا أن يزيد من فرص السياسيين في الفوز بالمناصب، من أهم الأمثلة محاولة بوريس جونسون عام 2019 في الترشح لمنصب رئاسة الوزراء بعد تيريزا ماي، إذ كان لدى جونسون أكثر من مليون إعجاب بصفحته (وهذا أكثر بكثير من عدد الإعجابات على صفحات المرشحين الآخرين) وبالتالي عندما أصدر فيديو حملته حظي بأكثر من 130 ألف مشاهدة والذي كان من الممكن أن يكون عاملًا بارزًا في فوزه بالمنصب في النهاية.
في دراسة أجراها سونمان هونغ، في حالة السياسيين الذين يستخدمون وسائل التواصل الاجتماعي وما إذا كان استخدامها سيزيد من تقييمهم الفردي للعواقب وما إذا كانت إيجابية أو سلبية إلى حد كبير، وجد أنه سيزيد في حالة الخلفيين والمستضعفين والمعارضين بهدف السعي إلى كسب اعتراف ودعم الجمهور فقد يكون هذا الوسيلة الوحيدة لئلا يمروا دون أن يلحظهم أحد.

### الدمقرطة

#### الربيع العربي
لعب الإنترنت ووسائل التواصل الاجتماعي دورًا كبيرًا في تيسير تداول المعلومات خلال ذروة الثورة المصرية عام 2011. في ذلك الوقت، كان حسني مبارك رئيسًا لمصر ورأس النظام لما يقرب من 30 عامًا. شعر مبارك بالتهديد من القوة الهائلة التي منحتها الإنترنت ووسائل التواصل الاجتماعي للناس لدرجة أن الحكومة لجأت إلى إيقاف الإنترنت، باستخدام رمسيس للصرافة، لفترة من الوقت في فبراير 2011.
استخدم المصريون فيسبوك وتويتر ويوتيوب كوسائل للتواصل وتنظيم المظاهرات والتجمعات للإطاحة بالرئيس حسني مبارك. تشير الإحصائيات إلى أنه خلال هذا الوقت ارتفع معدل التغريدات على تويتر من مصر من 2300 إلى 230.000 يوميًا، وحصدت مقاطع الاحتجاجات ال23 الأكثر رواجًا ما يقرب من 5.5 مليون مشاهدة.

#### التضليل فيما يتعلق بالانتخابات الأمريكية
على الرغم من أن الأخبار الكاذبة قد تكون ذات فائدة للمستهلكين، مثل تعزيز معتقدات اليمين المتطرف ونشر الدعاية لصالح مرشح رئاسي، لكنها تفرض أيضًا ثمن خاص واجتماعي. على سبيل المثال، من العواقب الاجتماعية التي يتكبدها المستهلك هو انتشار المعلومات المضللة التي تجعل البحث عن الحقيقة أكثر صعوبة، من الأمثلة على ذلك الانتخابات الرئاسية لعام 2016 حيث يفترض أن يختار المستهلكين مرشح انتخابي. لخصت ذلك دراسة تابعة لدائرة أبحاث الكونغرس عام 2017،
«وقد استخدمت [روسيا] الأسلحة الإلكترونية للتلاعب النفسي بالسكان الأمريكيين، وتشمل الأضرار الجانبية المحتملة لأنشطة من هذا النوع المساس بدقة المعلومات وبث الفتنة والشك في الرأي العام الأمريكي حول صحة تقارير أجهزة الاستخبارات وإثارة الشكوك حول العملية الديمقراطية بحد ذاتها»
العواقب الاجتماعية الهامشية للأخبار المزيفة أسية، إذ قد يؤثر المقال الأول على شريحة صغيرة من الأشخاص لكن عندما ينتشر بشكل أكبر عبر فيسبوك فإن العوامل الخارجية السلبية تتضخم وتتضاعف. نتيجة لذلك، يمكن أن يزداد الاهتمام بالأخبار في الفترات حول موسم الانتخابات إذ يسعى المستهلكون للبحث عن الأخبار الصحيحة، ولكن بالمقابل يمكن أن يقل الاهتمام أيضًا بسبب تراجع ثقة الناس في وسائل الإعلام الرئيسية. بالنسبة للرأي العام الأمريكي، وجد استطلاع للرأي أجرته مؤسسة غالوب في عام 2016 أن «ثقة الأمريكيين في وسائل الإعلام لنقل الأخبار بشكل كامل ودقيق وعادل كانت بنسبة 32% وهي الأدنى في تاريخ استطلاعات المنظمة». بالإضافة إلى ذلك، فإن ثقة المشاهدين السياسيين الجمهوريين واليمينيين المتطرفين في وسائل الإعلام الرئيسية أقل لدى بنسبة 14%. يدعي حوالي 72% من البالغين الأمريكيين أن شركات وسائل التواصل الاجتماعي مسيطرة ومؤثرة بشكل أكبر مما ينبغي على السياسة الحالية، وذلك وفقًا لمسح 16-22 يونيو الذي أجراه مركز بيو للأبحاث. يعتقد 21% فقط أن درجة القوة التي تمتلكها شركات التواصل الاجتماعي هذه على السياسة الحالية هي بالقدر المناسب، بينما يعتقد 6% أنها ليست كافية.
يمكن أن تسهل الخوارزميات الانتشار السريع للمعلومات المضللة عبر قنوات التواصل الاجتماعي. تعتمد الخوارزميات على سلوك المستخدمين السابق ونشاط تفاعلهم لتزويدهم بمحتوى مخصص يتماشى مع اهتماماتهم ومعتقداتهم. عادة ما تخلق الخوارزميات غرف صدى إعلامية وتنثر االتفكير المتطرف في هذا الفضاء الإلكتروني.
تعزز الخوارزميات المناشير ذات المشاركة العالية على وسائل التواصل الاجتماعي، وهذا يعني المناشير التي تلقت الكثير من «الإعجابات» أو «التعليقات» أو «الردود». وإن المشاركة والخلاف متلازمان يعزز أحدهما الآخر سواء للأفضل أو للأسوأ. إذ يجذب الخلاف الاهتمام كونه يثير الاستجابات العاطفية، ولكن وفقًا لقانون بنفورد للخلاف فإن «العاطفة تتناسب عكسًا مع كمية المعلومات الحقيقية المتاحة». هذا يعني أنه كلما كانت التغريدات السياسية أقل استنادًا إلى الحقائق زاد احتمال تلقيها، وبالتالي فإن احتمال نشر المعلومات المضللة عالي. تويتر مثلًا أصبح ساحة معركة للخلافات السياسية. تحدث عالم النفس جوردن بيترسن عن تأثير تويتر الراديكالي في مقابلة أجرتها جي كيو. وأوضح أن أي تغريدة تظهر على تويتر عند التصفح يجب أن تكون قد شوهدت من قبل عدد أكبر بكثير من الأشخاص مما تعكسه الإعجابات والتعليقات. لذلك، من هم الأشخاص الذين يعلقون على تغريدة؟ الأشخاص الذين يعلقون هم أولئك الذين لديهم أقوى الآراء حول الموضوع، والأشخاص الذين يريدون أن يُسمع رأيهم. يدعي بيترسون أن هذا يخلق بيئة لا تعكس فيها الآراء التي يراها المستخدم العادي على تويتر آراء عينة عشوائية من السكان. إذ غالبًا ما تكون الآراء الأكثر رواجًا على تويتر هي آراء الأشخاص على طرفي النقيض من طيف الأيديولوجيا السياسية، ومن هنا جاء «تأثير التطرف».